# Cárcel La Galera
La Galera fue un presidio femenino de la ciudad española de Alcalá de Henares, activo durante los siglos XIX y XX. 

## Descripción

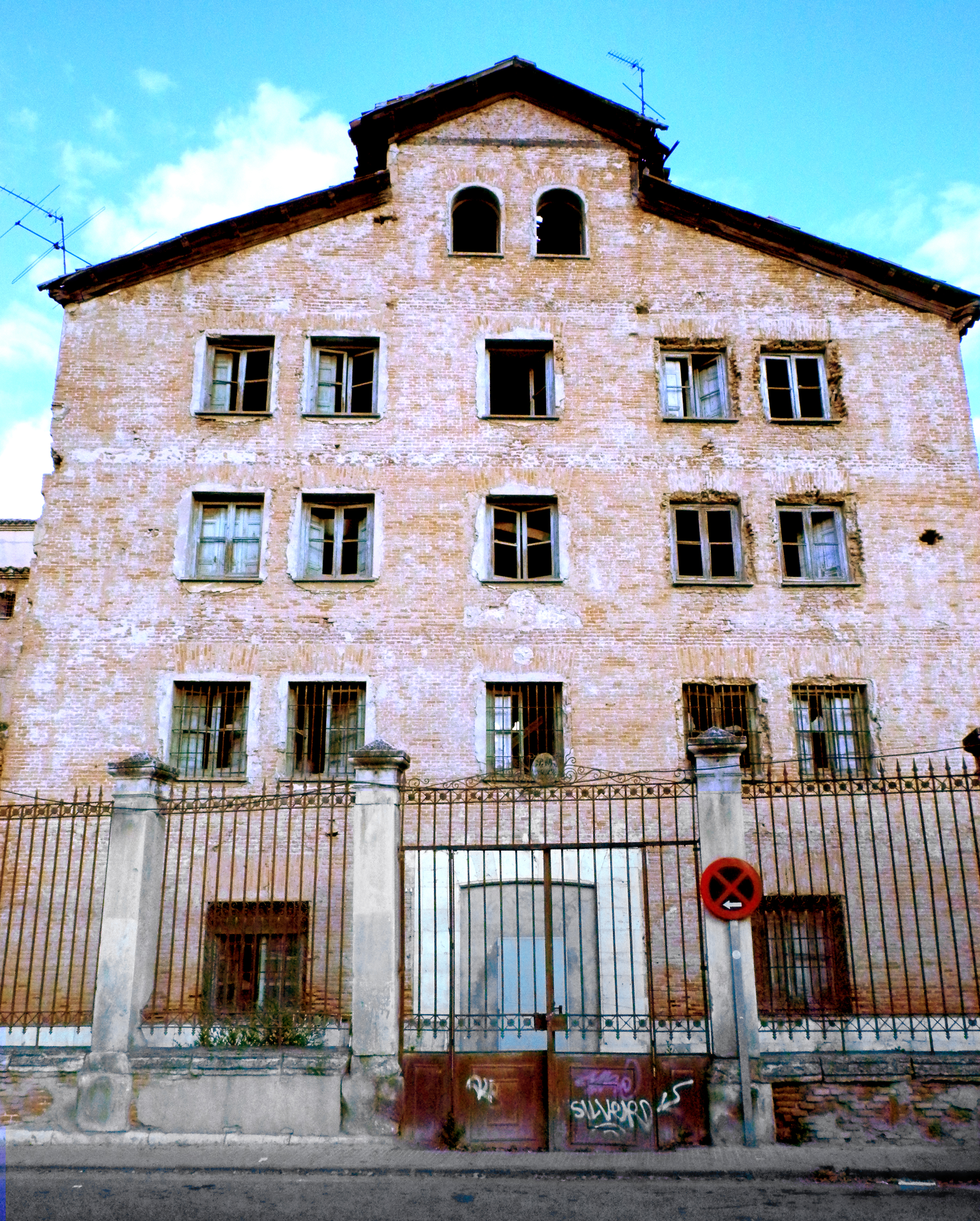
Vista de la excárcel en 2011

Se ubicaba en el municipio madrileño de Alcalá de Henares, en España. Levantada sobre un antiguo convento en la segunda mitad del siglo XIX, el proyecto de adaptación del antiguo inmueble corrió a cargo del arquitecto Tomás Aranguren, también responsable de la construcción de la cárcel modelo de Madrid. Del convento anterior se conservaron en su momento la iglesia y la tapia.
Rafael Salillas comentaba hacia 1888:

En 1866 se aprobó el proyecto del Sr. Aranguren para convertir en establecimiento celular la Casa-Galera de Alcalá de Henares. Muy adelantadas las obras se varió de plan, y en vez de una penitenciaría para 500 reclusas, se dispuso hacer grandes salas para 2.000 penados. En 1869 fueron refundidas todas las Casas-Galeras de la Península en este edificio, que consta actualmente de una galería celular y de dos pabellones con dormitorios comunes.
(Salillas, 1888, p. 410)

En la gestión interna de la prisión tuvo responsabilidad la orden de las Hijas de la Caridad de San Vicente de Paúl. En el periodo 1882-1888, Salillas tasaba su población media en 842 reclusas. Tras el cierre de la cárcel, la antigua iglesia del convento fue acondicionada como sala de teatro universitario. Se construyó también, de nueva planta, un aulario de la Universidad de Alcalá.

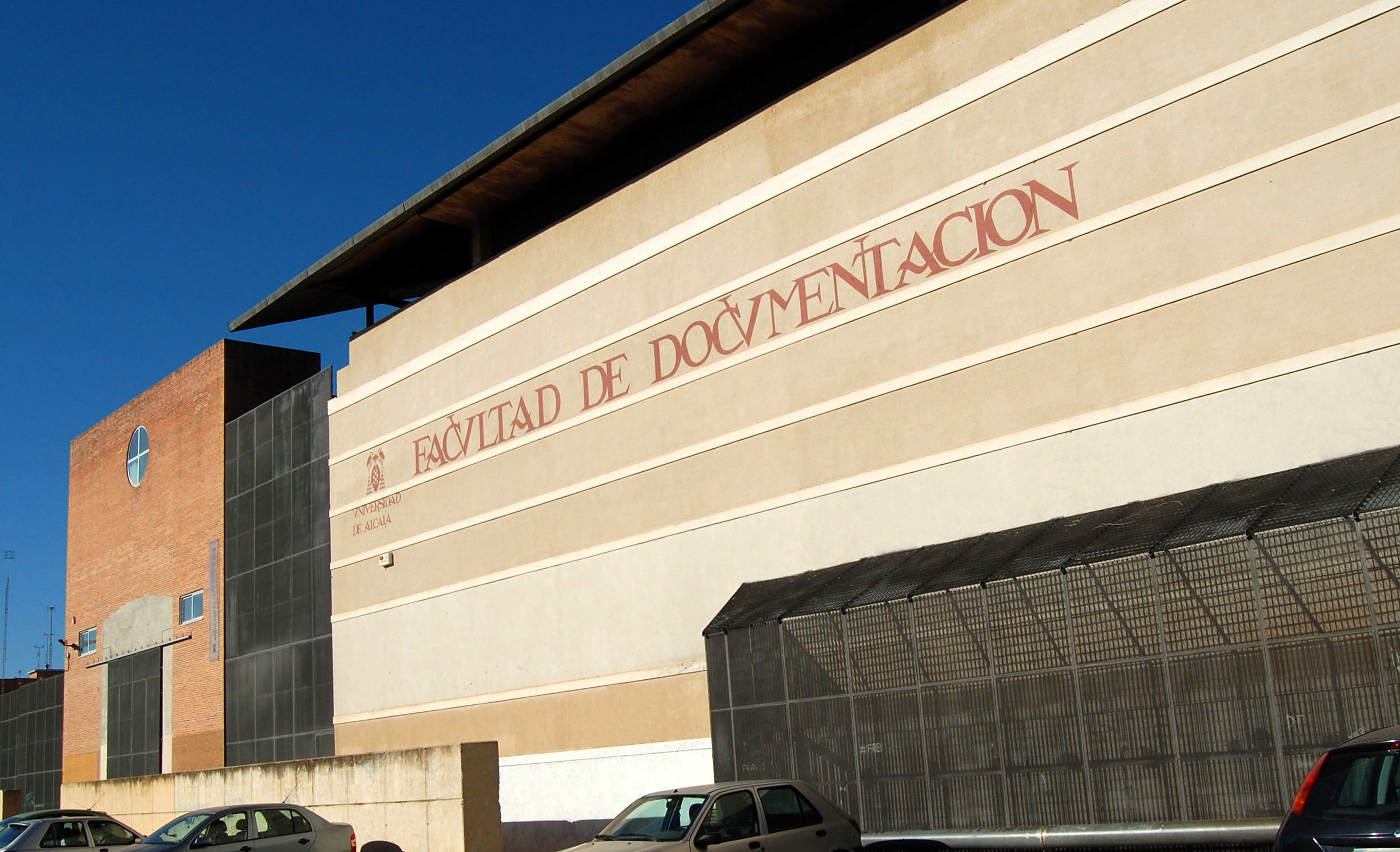
Aulario María de Guzmán, en el extremo sureste de la antigua cárcel.

En la primera década del siglo XXI se planteó la posibilidad de transformar el espacio en un conjunto de viviendas de alquiler para universitarios.En 2023 el edificio fue inscrito en la Lista Roja de Patrimonio español en peligro de Hispania Nostra por su abandono y riesgo de derrumbe.